# ابن كثير الدمشقي
عماد الدين أبو الفداء إسماعيل بن عمر بن كثير بن ضَوْ بن درع القرشي الحَصْلي، البُصروي، الشافعي، ثم الدمشقي، مُحدّث ومفسر وفقيه، ولد بمجدل من أعمال دمشق سنة 701 هـ، ومات أبوه سنة 703 هـ، ثم انتقل إلى دمشق مع أخيه كمال الدين سنة 707 هـ بعد موت أبيه، حفظ القرآن الكريم وختم حفظه في سنة 711 هـ، وقرأ القراءات وجمع التفسير، وحفظ متن «التنبيه» في فقه الشافعي سنة 718 هـ، وحفظ مختصر ابن الحاجب، وتفقه على الشيخين برهان الدين الفزاري، وكمال الدين ابن قاضي شهبة، سمع الحديث من ابن الشحنة، وابن الزراد، وإسحاق الآمدي، وابن عساكر، والمزي، وابن الرضى، شرع في شرح صحيح البخاري ولازم المزي، وقرأ عليه تهذيب الكمال، وصاهره على ابنته، وصاحب ابن تيمية، ولي العديد من المدارس العلمية في ذلك العصر، منها: دار الحديث الأشرفية، والمدرسة الصالحية، والمدرسة النجيبية، والمدرسة التنكزية، والمدرسة النورية الكبرى، توفي في شعبان سنة 774 هـ، وَكَانَ قد أضرّ فِي أَوَاخِر عمره، ودفن بجوار ابن تيمية في مقبرة الصوفية خارج باب النصر من دمشق، له عدة تصنيفات أشهرها: تفسير القرآن العظيم، والبداية والنهاية، وطبقات الشافعية، الباعث الحثيث شرح اختصار علوم الحديث، والسيرة النبوية، وله رسالة في الجهاد، وشرع في كتاب كبير للأحكام ولم يكمله، وله شرح صحيح البخاري وهو مفقود.

## مولده
ولد في الشام سنة 701 هـ كما ذكر ذلك في كتابه البداية والنهاية. وكان مولده بقرية «مجدل» من أعمال بصرى من منطقة سهل حوران -درعا حالياً- في جنوب دمشق.

## طلبه للعلم
انتقل إلى دمشق سنة 706 هـ في الخامسة من عمره، وتفقه على الشيخ إبراهيم الفزازي الشهير بـابن الفركاح وسمع بدمشق من عيسى بن المطعم ومن أحمد بن أبي طالب وبالحجار ومن القاسم بن عساكر وابن الشيرازي واسحاق بن الآمدى ومحمد بن زراد ولازم الشيخ جمال يوسف بن الزكي المزي صاحب تهذيب الكمال وأطراف الكتب الستة وبه انتفع وتخرج وتزوج بابنته.
قرأ على شيخ الإسلام ابن تيمية كثيرا ولازمه وأحبه وانتفع بعلومه وعلى الشيخ الحافظ بن قايماز وأجاز له من مصر أبو موسى القرافي والحسيني وأبو الفتح الدبوسي وعلي بن عمر الواني ويوسف الختي وغير واحد. وقيل إنه تعلّم العبرية.

## عقيدته
تنازع الأشاعرة والسلفية في أمر معتقده. فيرى الأشاعرة أنه أشعري العقيدة، وترى السلفية أنه رجع إلى معتقد أهل الحديث، وهو الأرجح.

### رأيالأشاعرة
- جاء في كتاب أهل السنة الأشاعرة شهادة علماء الأمة وأدلتهم تحت عنوان: (أكابر مفسري الأمة من الأشاعرة والماتريدية) ما نصه: «الإمام الحافظ المفسر أبو الفداء إسماعيل بن كثير رحمه الله تعالى، صاحب التفسير العظيم والبداية والنهاية وغيرها، فقد نُقِلَ عنه أنه صَـرَّحَ بأنه أشعري كما في الدرر الكامنة 1/58، والدارس في تاريخ المدارس للنعيمي 2/89، أضف إلى ذلك أنه ولي مشيخة دار الحديث الأشرفية التي كان شرط واقفها أن لا يلي مشيختها إلا أشعري، وزدْ عليه ما في تفسيره من التنزيه والتقديس والتشديد على من يقول بظواهر المتشابه كما مرَّ من قوله عند تفسيره لقوله  من سورة الأعراف (ثم استوى على العرش) (تفسيره 2/220) إلى غير ذلك من الأمثلة الظاهرة الجلية في كونه من أهل السنة الأشاعرة».[13][14]
- ويقول عبد الله بن محمد بن الطاهر، المدرِّس بمدرسة الإمام البخاري للتعليم العتيق بأكادير في مقال له بعنوان: «أبو ذر الهروي الحافظ المحدث المالكي أول من أدخل العقيدة الأشعرية للحرم المكي وأول من بثها في المغاربة»: «لا شك أن الحديث عن العقيدة الأشعرية وصفائها وصحتها لا بد أن يقودنا إلى الحديث عن الأعلام العلماء الذين اعتنقوها ونشروها واستماتوا في الذود عنها، وهم أئمة كان عليهم مدار العلوم الشرعية وآلاتها بكل تخصصاتها عبر امتداد الزمان والمكان في هذه الأمة». ثم بدأ بعد ذلك في سرد مجموعة من أسماء بعض علماء الأشاعرة على حسب تخصصاتهم؛ فذكر منهم: القرطبي وابن كثير وابن عطية من المفسرين، والحاكم[ ؟ ] والدارقطني والهروي من المحدثين، والكاساني والشيرازي وابن رشد والشاطبي[ ؟ ] من الفقهاء، ثم الخطيب البغدادي وابن عساكر وابن الأثير وابن خلدون من المؤرخين، وصلاح الدين الأيوبي والظاهر بيبرس من القادة والحكام، وغيرهم كثير.[15][16]

### رأيالسلفية
ترى السلفية أنه سلفي الاعتقاد في غالب بل كل مؤلفاته، فكان يصرح بها، ولعل المتتبع البسيط لتفسيره (تفسير القرآن العظيم) يرى بوضح وبدون أدنى لبس أنه على عقيدة شيخه ابن تيمية. وكذلك ما كتبه في أول كتابه الجليل «البداية والنهاية» عن علو الله على عرشه وإثبات صفة العلو والفوقية لله العلي القدير.
أما ما أثير حول كونه أشعريا، لقبوله مشيخة دار الحديث الأشرفية التي شرط وقفها أن يكون المدرس فيها أشعريا، فهو شرط غير ملزم، وقد ولي مشيخة دار الحديث الأشرفية علماء سلفيون من قبله: مثل الحافظ جمال الدين المزي والحافظ أبو عمرو بن الصلاح.
أما ما رواه الحافظ ابن حجر فهي كما قال نادرة وقعت بينهما، ولم تكن في مقام البيان والإقرار. ولا مانع من كون هذه الكلمة على فرض صحتها أنها خرجت منه على سبيل الفكاهة فهذا الحافظ ابن حجر يقول عنه في الدرر الكامنة: (وأخذ عن ابن تيمية ففتن بحبه، وامتحن بسببه. وكان كثير الاستحضار، حسن المفاكهة. سارت تصانيفه في البلاد في حياته، وانتفع بها الناس بعد وفاته). فنجد الحافظ ابن حجر يقول أنه (حسن المفاكهة). والمقصود بقوله «لأنني أشعري» هو ما وضحه إبراهيم بن ابن القيم حين قال له «لو كان من رأسك إلى قدمك شعر»، أي كثرة الشعر. وهذا من باب المعاريض، وهو جائز في المفاكهة والتندر بلا ريب. فرسول الله صلى الله عليه وسلم عندما سأله الرجل في غزوة بدر من أين أنت قال أنا من (ماء). وهذا ما يسمى تعريض.
ومما يقوي رأي السلفية هو ما قاله ابن كثير بنفسه عن رجوع الأشعري عن ما قاله في العقيدة. فلو كان ابن كثير أشعرياً فهو إذاً على العقيدة التي يعتقد أن الأشعري استقر عليها آخر عمره.
كما يقوي ذلك شدة تأثره بـابن تيمية وتبجيله له وانتصاره له حتى توفي ودفن بجواره.
وقد خالف ابن كثير أصول الأشاعرة وردهم في كثير من المواضع، وكان مساندا لشيخه الإمام ابن تيمية وبالذات في مسائل الاعتقاد، فالذهاب إلى أنه أشعري لحادثة قبوله الوظيفة، فهو يعلم أنه لا يلزم صاحب الوقف هذا الشرط في الوقف، بل إن ابن كثير نشر عقيدة السلف وخالف الأشاعرة في دروسه، وعامة تلامذته من السلفية، وأن مرد الكلام كله أن صاحب الكلام أعني السبكي، كان عدوا لدودا لشيخ الإسلام ابن تيمية وهو أحد أهم الأسباب في سجن ابن تيمية، وكان ذو نفوذ وقوة عند حاكم البلاد، فسطر في كتابه ما أراد كونه أشعريا، وكان الكل من طلاب شيخ الإسلام كابن كثير وأبن القيم وغيرهم، يدركون أن مواجهة السبكي تعني سجن القلعة، وحدث هذا بالفعل للإمام ابن القيم فقد سجن هو الآخر، ولكن ابن كثير اتقى وابتعد عن مواجهة السبكي. فلا يصح الاستدلال بأدلة الغريم والقرائن وهذا معلوم عند أهل الأصول والعلم.

## شيوخه
من مشايخ ابن كثير الدمشقي:
- شيخ الإسلام أحمد بن عبد الحليم بن عبد السلام ابن تيمية الحراني الدمشقي الحنبلي المتوفى سنة 728هـ، صحبه ابن كثير وتعلَّم منه وتفقه عليه وأحبه، قال ابن حجر: «وأخذ عن ابن تيمية ففُتن بحبه وامتُحن بسببه». وقال ابن العماد: «وصحب ابن تيمية –يعني ابن كثير– وكانت له خصوصية بابن تيمية ومناضلة عنه، وإتباع له في كثير من آرائه، وكان يُفتي برأيه في الطلاق، وامتُحن بسبب ذلك وأُوذي».
- الحافظ الذهبي محمد بن أحمد بن عثمان أبو عبد الله شمس الدين الدمشقي الحافظ للحديث المحقق مؤرخ الإسلام والمسلمين المتوفى سنة748هـ، وتكرر وصف ابن كثير له بـ«شيخنا» وقال: «وقد ختم به شيوخ الحديث وحفاظه».
- الحافظ أبو الحجاج يوسف بن عبد الرحمن بن يوسف بن عبد الملك جمال الدين ابن الزكي أبو محمد القضاعي الكلبي المشهور بالمزي المتوفى سنة 742هـ، وقد لازم ابنُ كثير المزي وسمع منه أكثر تصانيفه، واستفاد منه في الحديث والرجال، وتخرج على يديه، وصاهره فتزوَّج ابنته، وصار قريبًا منه في بيته، وترجم له ووصف يوم وفاته.
- كمال الدين أبو المعالي بن الشيخ علاء الدين علي بن عبدالواحد بن خطيب زمكان عبد الكريم بن خلف من نبهان الأنصاري الشافعي ابن الزملكاني المتوفى سنة 727هـ، وصفه ابن كثير بشيخنا العلامة وقال: «انتهت إليه رياسة المذهب تدريسًا وإفتاءً ومناظرة».
- الحافظ علم الدين أبو محمد القاسم بن محمد البرزالي الشافعي المتوفى سنة 739هـ مؤرخ الشام، تكرَّر ذكر ابن كثير له بشيخنا، واعتبر كتابه البداية والنهاية ذيلًا لتاريخ البرزالي، وقال: «هذا آخر ما أرّخه شيخنا الحافظ البرزالي في كتابه الذي ذيَّل به على تاريخ شهاب الدين أبي شامة، وقد ذيَّلت على تاريخه إلى زماننا هذا، وكان فراغي من الانتقاء من تاريخه في يوم الأربعاء 20 جمادى الآخرة من سنة751هـ».
- إبراهيم بن عبدالرحمن بن إبراهيم بن ضياء بن سباع الفزاري المعروف ببرهان الدين ابن الفِرْكاح، شيخ المذهب وعلمه، ومفيد أهله شيخ الإسلام مفتي الفرق بقية السلف، سمع عليه ابن كثير صحيح مسلم وغيره، وقال: «وبالجملة فلم أر شافعيًّا من مشايخنا مثله».
- شهاب الدين أبو العباس أحمد بن أبي طالب بن نعمة بن حسن الصالحي الحجازي المعروف بابن الشحنة، سمع ابن كثير عليه بدار الحديث الأشرفية في أيام الشتويات نحوًا من خمسمائة جزء بالإجازات والسماع.

| - في القرآن: ابن غيلان البعلبكي الحنبلي المتوفى سنة 730 هـ. - في القراءات: محمد بن جعفر اللباد المتوفى سنة 724 هـ. - في النحو: ضياء الدين الزربندي المتوفى سنة 723 هـ. - الإمام بدر الدين ابن جماعة المتوفى سنة 733 هـ. - المؤرخ علم الدين البرزالي المتوفى سنة 739 هـ. - ابن الزملكاني المتوفى سنة 727 هـ. - ابن قاضي شهبة المتوفى سنة 726 هـ. - ابن تيمية المتوفى سنة 728 هـ. - حافظ ذلك الزمان الحافظ المزي المتوفى سنة 742 هـ. - الحافظ أبو عبد الله محمد بن أحمد الذهبي. - الشيخ أبو العباس أحمد الحجار الشهير بـ «ابن الشحنة». - الشيخ أبو إسحاق إبراهيم الفزاري. | - الحافظ كمال الدين عبد الوهّاب الشهير بـ «ابن قاضي شهبة». - الإمام كمال الدين أبو المعالي محمد بن الزملكاني. - الإمام محيي الدين أبو زكريا يحيى الشيباني. - الإمام علم الدين محمد القاسم البرزالي. - الشيخ شمس الدين أبو نصر محمد الشيرازي. - الشيخ شمس الدين محمود الأصبهاني. - عفيف الدين إسحاق بن يحيى الآمدي الأصبهاني. - الشيخ بهاء الدين القاسم بن عساكر. - أبو محمد عيسى بن المطعم. - عفيف الدين محمد بن عمر الصقلي. - الشيخ أبو بكر محمد بن الرضى الصالحي. - محمد بن السويدي، بارع في الطب. - الشيخ أبو عبد الله بن محمد بن حسين بن غيلان. | - الحافظ أبو محمد عبد المؤمن الدمياطي. - موسى بن علي الجيلي. - جمال الدين سليمان بن الخطيب، قاضي القضاة. - محمد بن جعفر اللباد، شيخ القراءات · شمس الدين محمد بن بركات. - شمس الدين أبو محمد عبد الله المقدسي. - الشيخ نجم الدين بن العسقلاني. - جمال الدين أبو العباس أحمد بن القلانسي. - الشيخ عمر بن أبي بكر البسطي. - ضياء الدين عبد الله الزربندي النحوي. - أبو الحسن علي بن محمد بن المنتزه. - الشيخ محمد بن الزراد. |

## تلاميذه
من تلاميذ ابن كثير الدمشقي:
- ابن الجَزَري شمس الدين أبو الخير محمد بن محمد بن محمد بن علي بن يوسف الشافعي المتوفى سنة 833هـ، وقد صرح ابن الجزري نفسه بالسماع من ابن كثير؛ حيث قال: «وأما حديث أم زرع، فسمعت شيخنا الحجة عماد الدين إسماعيل ابن كثير يقول... ».
- الزركشي محمد بن بهادر بن عبدالله بدر الدين الزركشي الشافعي المتوفى سنة 794هـ، قال ابن حجر: «رحل إلى دمشق فأخذ عن ابن كثير الحديث، وقرأ عليه مختصره في علوم الحديث ومدحه ببيتين».
- شهاب الدين حجي بن أحمد بن حجي بن موسى بن أحمد شهاب الدين الشافعي المتوفى سنة 816هـ، وقد استفاد ابن حجي من شيخه ابن كثير وأثنى عليه، وقال: «ما اجتمعت به قط إلا استفدت منه ولازمته ست سنين».
- سعد الدين سعد بن يوسف بن إسماعيل النووي المتوفى 805هـ، قال النُّعيمي: «حمل عن ابن كثير، وقرأ عليه تأليفه اختصار علوم الحديث، وأذِن له ابن كثير في الفتوى».
- الحافظ علاء الدين بن حجي الشافعي.
- محمد بن محمد بن خضر القرشي.
- شرف الدين مسعود الأنطاكي النحوي.
- محمد بن محمد بن الجزري، شيخ علم القراءات.
- ابنه محمد بن إسماعيل بن كثير.
- ابن أبي العز الحنفي.
- الحافظ أبو المحاسن الحسيني.
- الحافظ زين الدين العراقي.
- الإمام الزيلعي، صاحب نصب الراية.

## ثناء العلماء عليه
مكانة ابن كثير العلميّة جعلت شيوخه ورجال عصره يثنون عليه ويعترفون بعلمه، ومن ثناء هؤلاء العلماء عليه:
قال شمس الدين الذهبي: «الإمام المفتي المحدث البارع ثقة متفنن ومحدث متقن ومفسر نقَّاد». وقال أيضًا عنه: «له عناية بالرجال والمتون والفقه، خرَّج وألَّف وناظر، وصنَّف وفسَّر وتقدَّم».
قال ابنُ حبيبٍ: «إمام ذوي التسبيح والتهليل، وزعيم أرباب التأويل، سمع وجمع وصنَّف، وأطرب الأسماع بالفتوى، وصنَّف وحدَّث وأفاد،وطارت فتاويه إلى البلاد، واشتهر بالضبط والتحرير، وانتهت إليه رياسة العلم في التاريخ والحديث والتفسير».
وقال ابن ناصر الدين الدمشقي: «الشيخ العلامة الحافظ عماد الدين ثقة المحدثين وعمدة المؤرخين وعلم المفسرين».
وقال الداوودي: «كان قدوة العلماء والحفاظ وعمدة أهل المعاني والألفاظ».

## مؤلفاته
- تفسير القرآن العظيم، المشهور بـتفسير ابن كثير وهو أجل مؤلفاته فقد تناقلته الأمة بالقبول ويعد أصح تفسيرٍ للقرآن.
- البداية والنهاية، وهي موسوعة ضخمة تضم التاريخ منذ بدأ الخلق إلى القرن الثامن الهجري وجزء النهاية في الفتن والملاحم.
- التكميل في الجرح والتعديل ومعرفة الثقات والضعفاء والمجاهيل، المعروف بجامع المسانيد، جمع فيه كتابي شيخه المزي والذهبي: (تهذيب الكمال، وميزان الاعتدال، وكتاب رد الهدى والسنن في أحاديث المسانيد والسنن).
- الباعث الحثيث إلى اختصار علوم الحديث وهو اختصار لمقدمة ابن صلاح.
- السيرة النبوية لابن كثير.
- جامع السنن والمسانيد لابن كثير.
- كتاب طبقات الشافعية.
- خرج أحاديث أدلة التنبيه في فقه الشافعية.
- خرج أحاديث في مختصر ابن الحاجب.
- كتاب «مسند الشيخين» يعني أبا بكر، وعمر.
- له رسالة في الجهاد، وهي مطبوعة.
- شرحه للبخاري، وهو مفقود.
- شرع في كتاب كبير للأحكام، ولم يكمله، وصل فيه إلى كتاب الحج.

## وفاته
توفي إسماعيل بن كثير يوم الخميس 15 شعبان 774 هـ في دمشق عن ثلاث وسبعين سنة. وكان قد فقد بصره في آخر حياته، وهو يؤلف «جامع المسانيد»، فأكمله إلا بعض مسند أبي هريرة، وفيه قال:«لازلت فيه في الليل والسراج ينونص حتى ذهب بصري معه». وقد ذكر ابن ناصر الدين أنه «كانت له جنازة حافلة مشهودة، ودفن بوصية منه في تربة شيخ الإسلام ابن تيمية بمقبرة الصوفية».

و لما مات رثاه بعض طلبته بقوله:

### معلومات
1. ↑  جاء في تذكرة الحفاظ: «وصحب الشيخ تقي الدين ابن تيمية، وكانت له به خصوصية، وكان يفتي برأيه في مسألة الطلاق، وامتحن بسبب ذلك وأوذي.»
2. ↑  جاء في كتاب بغداد لمحمد مكية: أن المدرسة النجيبية أو مدرسة أبي النجيب السهرودي هي مدرسة تاريخية يعود تأسيسها إلى العصر العباسي في بغداد. وهي من المدارس الشافعية التي تقع في الجزء الشرقي من المدينة. بناها عبد القاهر بن عبد الله البكري الصديقي الشافعي، المتوفى عام 1167، والذي دُفن فيها، ولايزال قبره ظاهرًا هناك، إلا أن المدرسة لم تعد موجودة اليوم.

## وصلات خارجية
- تفسير ابن كثير
- مختصر تفسير ابن كثير